# 孟之側
孟之側（？—？），中国春秋时期鲁国三桓孟氏的支子。 

## 生平
鲁定公十一年（前484年）齐国、鲁国稷曲之战，孟孺子泄（孟武伯）帅右师，颜羽御，邴泄为右。冉求帅左师，管周父御，樊迟为右。鲁国右军奔逃，齐国陈瓘、陈庄徒步渡过泗水追赶。孟之侧在全军最后回来，他拿出箭来打他的马，说：“我走在最后是马不肯往前走。”林不狃从容缓步，被齐军杀死。